# 西丛鸦
西丛鸦（学名：Aphelocoma californica），是鸦科丛鸦属的一种。其种加词“californica”意为“美国加利福尼亚的”。分布于墨西哥、加拿大和美国。全球活动范围约为2,320,000平方千米。该物种的保护状况被评为无危。
西丛鸦的平均体重约为81.3克。栖息地包括亚热带或热带的（低地）干燥疏灌丛、亚热带或热带的红树林、乡村花园、亚热带或热带的湿润山地林和地中海型疏灌丛。